# 沼田郡
- 令制国一覧 > 山陽道 > 安芸国 > 沼田郡
- 日本 > 中国地方 > 広島県 > 沼田郡

沼田郡（ぬまたぐん）は、広島県（安芸国）にあった郡。

## 郡域
1878年（明治11年）に行政区画として発足した当時の郡域は、下記の区域にあたる。
- 広島市
  - 西区の一部（中広町、小河内町、山手町、竜王町、三滝本町、三滝山より北東および上天満町の一部）
  - 安佐南区の大部分（東野・中筋・古市を除く）
  - 安佐北区の一部（太田川以南および安佐町大字小河内）

## 歴史

### 古代
古代の沼田郡（ぬたぐん）の領域は、現在の広島県三原市から竹原市にかけてであった。平安時代末期頃にほぼ全域が沼田荘になったため、郡としての意味をなさなくなり消滅、郡の大部分は豊田郡に編入された。
なお、近世に「沼田郡（ぬまたぐん）」となる地域は古代には沼田郡ではなく佐伯郡の東部であった。佐伯郡は平安時代の末に佐東郡と佐西郡に分割された。

### 近世・近代
平安時代末期の佐伯郡東西分割によって成立した佐東郡が、1664年（寛文4年）に改称して沼田郡（ぬまたぐん）が成立した。1898年10月1日に高宮郡（旧称・安北郡）と統合し、安佐郡に移行した。こちらは現在、全域が広島市になっている。

### 近世以降の沿革
- 明治初年時点では全域が安芸広島藩領であった。「旧高旧領取調帳」に記載されている明治初年時点での村は以下の通り。（1町42村）

広島城下（一部）、江波村、打越村、楠木村、新庄村、長束村、西山本村、東山本村、南下安村、北下安村、西原村、東原村、中調子村、温井村、八木村、緑井村、中須村、大町村、相田村、上安村、高取村、長楽寺村、伴村、大塚村、吉山村、阿戸村、久地村、小河内村、毛木村、後山村、宮野村、筒瀬村、広瀬村、観音村、川田村、船入村、水主町新開、吉島新開、六町目村、国泰寺村、竹屋村、江波新開、白島村
- 明治4年
  - 7月14日（1871年8月29日） - 廃藩置県により広島県の管轄となる。
  - 川田村が改称して川添村となる。
- 明治11年（1878年）11月1日 - 郡区町村編制法の広島県での施行により、下記の変更が行われる。（34村）
  - 広島城下・観音村・川添村・船入村・水主町新開・吉島新開・六町目村・江波新開・白島村・安芸郡大黒村・段原村・比治村・尾長村・大須賀村・大須新開・東新開・皆実新開および矢賀村の一部の区域をもって広島区が発足し、郡より離脱[6]。
  - 残部に行政区画としての沼田郡が発足。「沼田高宮郡役所」が南下安村に設置され、高宮郡とともに管轄。
- 明治22年（1889年）4月1日 - 町村制の施行により、以下の各村が発足。全域が現・広島市。（15村）
  - 三篠村 ← 楠木村、打越村、新庄村
  - 長束村（単独村制）
  - 山本村 ← 東山本村、西山本村
  - 祇園村 ← 南下安村、北下安村
  - 西原村、東原村（それぞれ単独村制）
  - 川内村 ← 温井村、中調子村
  - 八木村、緑井村（それぞれ単独村制）
  - 安村 ← 大町村、中須村、相田村、上安村、高取村、長楽寺村
  - 伴村 ← 伴村、大塚村
  - 戸山村 ← 阿戸村、吉山村
  - 久地村（単独村制）
  - 日浦村 ← 毛木村、後山村、宮野村、筒瀬村
  - 小河内村（単独村制）
  - 国泰寺村・竹屋村・江波村・広瀬村が広島市の一部となる。
- 明治31年（1898年）10月1日 - 郡制の施行のため、「沼田高宮郡役所」の管轄区域をもって安佐郡が発足。同日沼田郡廃止。

## 行政
沼田・高宮郡長
| 代 | 氏名 | 就任年月日                | 退任年月日                | 備考                           |
| -- | ---- | ------------------------- | ------------------------- | ------------------------------ |
| 1  |      | 明治11年（1878年）11月1日 |                           |                                |
|    |      |                           | 明治31年（1898年）9月30日 | 高宮郡との合併により沼田郡廃止 |